# Recopa Sul-Brasileira
A Recopa Sul-Brasileira foi um torneio realizado pela primeira vez em 2007, organizado pelas federações gaúcha, catarinense, paranaense e paulista, que tinha o objetivo de colocar os campeões de suas copas estaduais (copas FGF, Paulista, FPF e Santa Catarina) frente a frente na disputa por um novo título. Cada ano a competição era realizada em um dos estados organizadores. A primeira (2007) foi no Paraná, a segunda (2008) em Santa Catarina, a terceira (2009) em São Paulo e a quarta (2010) no Rio Grande do Sul. A quinta edição da competição (2011) seria realizada no Paraná, mas foi cancelada definitivamente.

## História
| Ano           | Sede              |                           | Final                     | Final                     | Final |
| Ano           | Sede              | Vencedor                  | Placar                    | Vice-campeão              |       |
| 2007 Detalhes | Paraná            | Marcílio Dias             | 4 – 1                     | Caxias                    |       |
| 2008 Detalhes | Santa Catarina    | Brusque                   | 1 – 0                     | Atlético Sorocaba         |       |
| 2009 Detalhes | São Paulo         | Joinville                 | 3 – 2                     | Serrano Centro-Sul        |       |
| 2010 Detalhes | Rio Grande do Sul | Cerâmica                  | 1 – 0                     | Brusque                   |       |
| 2011 Detalhes | Paraná            | Cancelado definitivamente | Cancelado definitivamente | Cancelado definitivamente |       |

## Número de títulos por clube
|   | Clube              | Títulos | Vices |
| - | ------------------ | ------- | ----- |
| 1 | Brusque            | 1       | 1     |
| 1 | Cerâmica           | 1       | 0     |
| 1 | Joinville          | 1       | 0     |
| 1 | Marcílio Dias      | 1       | 0     |
| 2 | Atlético Sorocaba  | 0       | 1     |
| 2 | Caxias             | 0       | 1     |
| 2 | Serrano Centro-Sul | 0       | 1     |

## Número de títulos por estado
|   | Estado            | Títulos | Vices |
| - | ----------------- | ------- | ----- |
| 1 | Santa Catarina    | 3       | 1     |
| 2 | Rio Grande do Sul | 1       | 1     |
| 3 | Paraná            | 0       | 1     |
| 3 | São Paulo         | 0       | 1     |